# قط هافانا بني

قط هافانا بني (بالإنجليزية: Havana Brown)‏، ويعرف أيضا بـ «قط الجبل السويسري»، تم تعريفة في القرن التاسع عشر، وعرض في إنجلترا في تسعينات القرن التاسع عشر، يعرف أيضا بـ «القط السيامي ذو العيون الغير زرقاء» .